# ملعب علي لابوانت
ملعب علي لابوانت هو ملعب في الدويرة في الجزائر العاصمة تم افتتاحه سنة 2024 بقدرة استيعابية تبلغ 40,000 متفرج.
 وهو مخصص لنادي مولودية الجزائر.
وقد تم تخصيص الملعب لنادي مولودية الجزائر بمرسوم رئاسي بتاريخ 2 نوفمبر 2023،  وسيحمل اسم ملعب علي لابوانت.

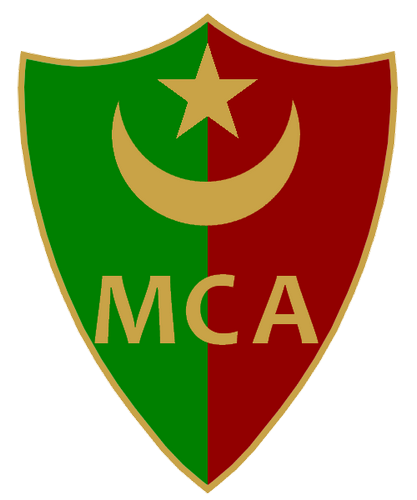
شعار مولودية الجزائر

## مواضيع ذات صلة
- الرياضة في الجزائر
- وزارة الشباب والرياضة
- الاتحادية الجزائرية لكرة القدم
- قائمة ملاعب كرة القدم في الجزائر

## وصلات خارجية
- (بالعربية) الموقع الرسمي للاتحادية الجزائرية لكرة القدم